# 光明體
光明體（：／）是朝鮮民主主義人民共和國的一種常見的襯線印刷體。名稱為稱頌金日成及其朝鮮獨立運動予朝鮮以光明，同時也暗示其與明朝體之關聯——它是在明朝體基礎之上加粗而成，既有襯線字體的典雅，又具備黑體式的醒目。

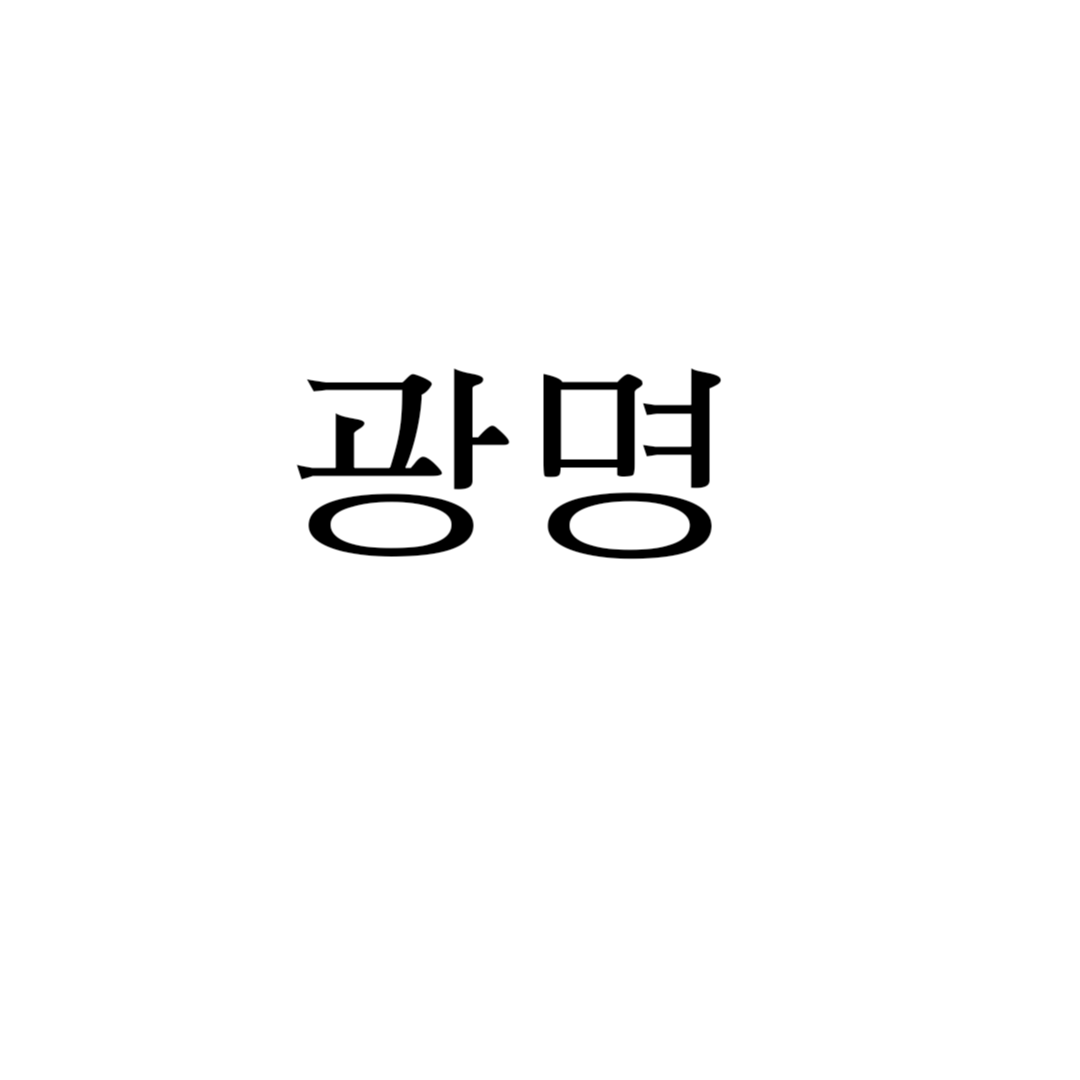
用光明体打出的“光明”字样

光明體醒視度適中，一般應用於朝鮮報刊的摘要、小標題，以及電視字幕。目前已知的光明體數字化版本是由平壤信息中心開發製作，並且搭載在朝鲜的紅星作業系統上。